# Mallén
Mallén é um município da Espanha na província de Saragoça, comunidade autónoma de Aragão. Tem 37,52 km² de área e em 2021 tinha 2 977 habitantes (densidade: 79,3 hab./km²).

## Demografia
| Variação demográfica do município entre 1991 e 2004 | Variação demográfica do município entre 1991 e 2004 | Variação demográfica do município entre 1991 e 2004 | Variação demográfica do município entre 1991 e 2004 |
| --------------------------------------------------- | --------------------------------------------------- | --------------------------------------------------- | --------------------------------------------------- |
| 1991                                                | 1996                                                | 2001                                                | 2004                                                |
| 3018                                                | 2963                                                | 3109                                                | 3333                                                |